# أوميجل
أوميغل  هو موقع دردشة حر على الانترنت الذي يسمح للمستخدمين الاختلاط مع الآخرين دون الحاجة إلى تسجيل. تقسم الخدمة بشكل عشوائي المستخدمين في جلسات محادثة فردية حيث يقومون بالدردشة بشكل مجهول باستخدام الأسماء «أنت» و «الغريب» أو «الغريب 1» و «الغريب 2» أو في حالة وضع الجاسوس. تم إنشاء الموقع من قبل ليف كي بروكس البالغ من العمر 18 عامًا في مدينة براتلبورو ، فيرمونت، وتم إطلاقه في 25 مارس 2009. بعد أقل من شهر من الإطلاق، حصل الموقع على حوالي 150,000 مرة مشاهدة للصفحة يوميًا،  وفي مارس 2009، قدم الموقع ميزة مؤتمرات الفيديو. يوفر الموقع الآن تطبيقًا للهاتف المحمول يتيح للمستخدمين الدردشة مع الغرباء من الأجهزة المحمولة.
تم إجراء مقارنات إلى أوائل التسعينيات Aإيه أو إلL. وتشمل الخدمات الأخرى التي تقدم خدمات مماثلة تيني شات ‏ وWhisper .

## المميزات
كانت أوميغل في البداية محادثة نصية فقط أقترنت المستخدمين بشكل عشوائي للتواصل كـ «غرباء». ومع ذلك، في عام 2010، قدمت أوميغل وضع الفيديو لاستكمال وضع الدردشة النصية، والذي يجمع بين الغرباء الذين يستخدمون كاميرات الويب والميكروفونات. تحتوي الدردشة المرئية أيضًا على نافذة نصية مضمنة.

## روابط خارجية
- الموقع الرسمي